# Synbranchiformes
L'ordine dei Synbranchiformes comprende numerose specie di pesci d'acqua dolce e salmastra.

## Etimologia
Il nome scientifico deriva dalle parole syn (dal greco, tutto attaccato) e branchia (dal latino) che con il suffisso -formes significa dalla forma con branche attaccate tra loro.

## Famiglie
- Chaudhuriidae
- Mastacembelidae
- Synbranchidae